# گیل گیلانشاه
گیل پسر گیلانشاه نوهٔ فیروز و نتیجهٔ نرسی کامگار و ندیدهٔ جاماسب پادشاه ساسانی، مشهور به گاوباره یا گاوبره، هم‌زمان با آخرین سال‌های شاهنشاهی ساسانی بر سرزمین‌های کرانه دریای کاسپین فرمان می‌راند. وی از سال ۶۴۲ میلادی (سال ۲۱ ه‍.ق) بر گیلان و رویان حاکم بود و در سال ۶۵۲ میلادی (سال ۳۱ ه‍.ق) به فرمان یزدگرد سوم به فرمانروایی طبرستان نیز منصوب شد. پس از وی، فرزندانش دابویه و پادوسبان قلمرو او را میان خود تقسیم کردند و سلسله‌های دابویگان و پادوسبانیان را بنیان نهادند.

## پس‌زمینه
بعد از اینکه قباد با کمک ارتشی از هپتالیان توانست دوباره به حکومت برسد، جاماسب به ارمنستان گریخت. در همان‌جا کاخی بنا کرد و متأهل شد. و صاحب دو فرزند به نام‌های بهواط (وی نیای خاقانان شروین است) و نرسی کامگار شد.
نرسی کامگار در دوران پادشاهی پسرعموی خود خسرو انوشیروان در سال ۵۳۱ به والیگری ارمنستان رسید و به مدت ۱۳ سال جنگ‌های بسیار نمود و دربند قفقاز و گیلان را به انقیاد خود درآورد. پس از وی فرزندش فیروز جانشین وی در ارمنستان گشت و به دلیل تهاجمات اقوام قفقاز به گیلان رهسپار شد و گیل‌ها را فرمانبردار خود ساخت. وی با یکی از شاهزادگان گیلان ازدواج نمود و صاحب پسری شد که آن را گیلانشاه نامیدند.
چون گیلانشاه به جای پدر نشست فرزندی آورد که نام او را گیلِ گیلانشاه نهادند. در ۶۴۲ میلادی مصادف با ۲۲ هجری گیلانشاه پسر فیروز درگذشت و پس از گیلانشاه فرزندش گیل گیلانشاه به حکومت گیلان رسید و علاوه بر گیل‌ها دیلمیان را نیز مطیع خود ساخت.

## القاب
در عصر ساسانی حکمرانان گیلان عنوان گیل گیلان و حکمرانان طبرستان عنوان پتشخوارگرشاه را داشتند. از اواسط دوره ساسانی نواحی جنوبی دریای خزر را به شاهزادگان ساسانی داده بودند چنانچه که بهرام اول پیش از سلطنت حکمران گیلان بود و گیلانشاه لقب داشت و نیز کواد حکمرانی طبرستان را به پسر خود کاووس داد و بدشخوارگرشاه لقب گرفت.

## در طبرستان
گیل گیلانشاه کلاهی از سر گاوی ساخت، سپس با گاوی که بارش روی آن بود، به سوی کاخ شاهان تبری رفت و با بزرگان طبرستان به صحبت پرداخت و به خدمت آذر ولاش، که شاه قسمت اعظمی از طبرستان بود، درآمد. در این زمان ترکان که از جنگ ایرانیان با اعراب آگاهی یافته بودند از خراسان به طبرستان تاخت می‌آوردند. آذر ولاش برای سرکوبی آنان به خراسان عزیمت نمود، گاوباره که همراه او بود اسب و سلاح خواست و به قلب لشکر ترکان زد و ایشان را منهزم ساخت و آوازه‌ شجاعتش در بین اهالی طبرستان پیچید. در این هنگام از ولاش اجازه گرفت تا خانواده و اقوامش را از دیلمستان به نزد وی آورد. ولاش رخصت این کار به او داد، گیل گیلانشاه به گیلان و دیلمان رفت و چند سال بعد در زمان پادشاهی یزدگرد سوم ساسانی با لشکری از گیل و دیلم به سوی خاک طبرستان عظیمت کرد. وقتی ولاش از موضوع آگاه شد این خبر را به گوش یزدگرد رسانید، یزدگرد هم پس از این که فهمید گیل گیلانشاه از خاندان جاماسب پسر پیروز است به ولاش نامه‌ای نوشت و گفت: «ما را با خاندان ساسانی نزاعی نیست و به تو (ولاش) دستور می‌دهیم که ولایت طبرستان را تسلیم گیل گیلانشاه بکنی.»

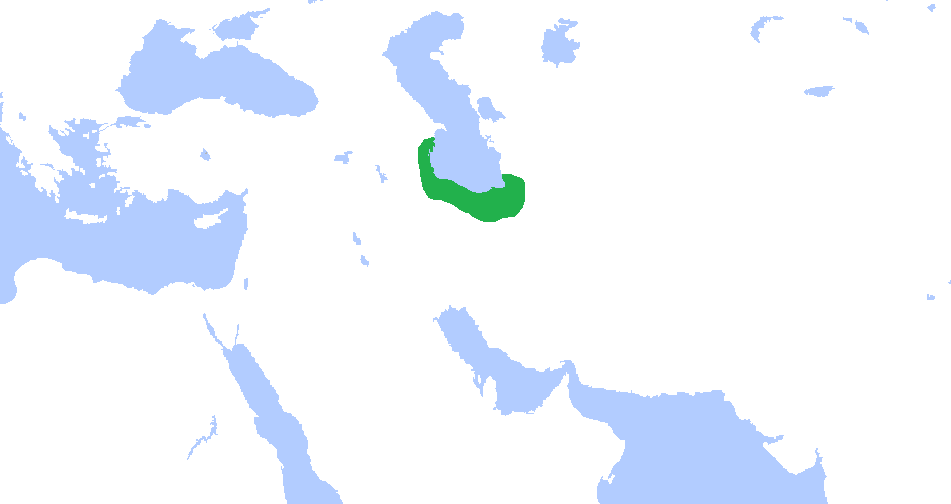
قلمروی گیل گیلانشاه درنهایت گستره‌اش

به این طریق ولاش سرزمین رویان را به گیل گیلانشاه تسلیم کرد، گیل گیلانشاه نیز برای تشکر از یزدگرد هدایای بسیاری به وی ارزانی داشت.
مدتی به همین صورت گذشت تا اینکه آذرولاش در سال ۶۶۶ میلادی مطابق با ۴۶هجری قمری درگذشت و مملکتش که از آمل تا گرگان ادامه داشت همگی به گیل گیلانشاه رسید.

## صلح با اعراب
سرزمین تحت حکومت گیل گاوباره از فومن تا تمیشه امتداد داشت با این حال نواحی کوهستانی طبرستان تحت اداره باوندیان قرار داشت و از نفوذ گاوباریان خارج بود.
در سال ۳۰ هجری مصادف با ۶۵۰ میلادی مردم خراسان از کیش و آیین اسلام دوری جستند و به شورش برخاستند. خلیفه سوم، عثمان بن عفان (خلافت ۲۳ تا ۳۵ قمری) عبدالله بن عامر را از پارس به خراسان فرستاد و برای اینکه دامنه شورش به گرگان و قومس و طبرستان کشیده نشود سعید بن العاص را به گفتهٔ طبری از کوفه و دیگران را بصره به ری مأمور کرد. در این حین قومسی‌ها و گرگانی‌ها با سعید بن العاص از در دوستی برآمده و به هر طوری بود او و همراهان او را از خود خشنود و از سرزمین خود دور ساختند. سعید بن العاص به تمیشه (کردکوی امروزی)، شهر نامی و مرزی طبرستان رسید، مردم شهر به دلگرمی و پشتیبانی برج و بارو و پناهگاه‌ها و سنگرهای خدا داده، دروازه‌های شهر را بسته و از آمدن تازیان جلوگیری کردند. سعید بن العاص برای آن‌ها سوگند یاد کرد که جان و مالشان را محترم شمرده و خون کسی را ناروا نریزد. مردم شهر و بزرگان شهر که این سوگند را از سردار نامی اسلام شنیدند دروازه ها را به روی سربازان تازی گشودند. سعید چون به شهر درآمد فرمان کشتار داد و چنان‌که نوشته‌اند فقط یک تن از مردم شهر تمیشه توانست از مرگ رهایی یابد. پس از این واقعه سعید بن العاص از تمیشه به شهر نامیه (بندرگز) آمد و منتظر گیل گاوباره شد. گیل گیلانشاه در اندک روز خود را به نامیه رسانید و از هیچ‌گونه میزبانی و پذیرایی دریغ نداشت. میان این دو سردار تجدید پیمان به میان آمد و با افزودن موادی چند (آزادی کیش اسلام در قلمرو او، تأمین جان و مال و آسایش مسلمانان و …) خشنودی نمایندگان اسلام را فراهم آورد و آنها نیز چون شورش خراسان خاموش شد و به مرام و آرزوی خود رسیده بودند از نامیه برگشته، به گرگان و از آنجا پی کار خود رفتند.

## پایان کار
سرانجام گاوباره (گیل گیلانشاه) در ۶۸۱ میلادی درگذشت و دو فرزندش دابویه و پادوسبان بر سر حکومت نزاع کردند. سپس مرزهای پدر را دو قسمت نمودند و به این ترتیب دابویه در تبرستان و گیلان، و پادوسبان در رویان(کلار،کجور،چالوس و رستمدار) حکومت نمودند.
گویند دابویه که برادر بزرگ‌تر بود، بدخلق و عصبی بود ولی پادوسبان خوش‌رفتار و مهربان بود، بر این اساس مردم و درباریان بیشتر به سمت پادوسبان کشیده می‌شدند.
پادوسبانیان و دابویگان دو سلسله هستند که پس از مرگ گاوبره در مازندران و گیلان ظاهر شدند.